# Wrexham Challenger 2002
Il Wrexham Challenger 2002 è stato un torneo di tennis facente parte della categoria ATP Challenger Series nell'ambito dell'ATP Challenger Series 2002. Il torneo si è giocato a Wrexham in Regno Unito dal 29 luglio al 3 agosto 2002 su campi in cemento indoor.

## Vincitori

### Singolare
Lars Burgsmüller ha battuto in finale  Ivo Heuberger con il punteggio di 6–2, 6(5)–7, 6–4

### Doppio
Stefano Pescosolido /  Gianluca Pozzi hanno battuto in finale  Daniele Bracciali /  Aisam-ul-Haq Qureshi con il punteggio di 6–4, 6–4